# 尼克·卡明斯
尼克·卡明斯（英語：Nick Cummins，1987年10月5日—），澳大利亚男子七人制橄榄球运动员。他曾代表澳大利亚七人制国家队参加2010年英联邦运动会七人制橄榄球比赛，获得一枚银牌。